# Andrena rufizona
Andrena rufizona là một loài Hymenoptera trong họ Andrenidae. Loài này được Imhoff mô tả khoa học năm 1834.